# イェルク・フェルバー
- イエルク・フェーバー

イェルク・フェルバー（Jörg Faerber, 1929年6月18日 - 2022年9月15日）は、ドイツの指揮者。

## 生涯
シュトゥットガルトの生まれ。1949年に人文主義ギムナジウムを卒業後、シュトゥットガルト音楽大学で指揮法と作曲を学び1953年に修了した。1954年にハイルブロン歌劇場の音楽監督となり、1962年までその任に当たった。1960年からハイルブロン・ヴュルテンベルク室内管弦楽団を組織し、初代音楽監督に就任。2002年に勇退するまで、VOXやEMIなどに数々の録音を残した。勇退後はハイルブロン・ヴュルテンベルク室内管弦楽団から名誉指揮者の称号を贈られた。